# Elezioni parlamentari in Albania del 2025
Le elezioni parlamentari in Albania del 2025 si sono tenute l’11 maggio per il rinnovo dell’Assemblea dell'Albania, il parlamento del paese.
Esse hanno visto la vittoria, come previsto anche dai sondaggi politici e dagli exit poll, del Partito Socialista d'Albania (PSSH) del Primo ministro uscente Edi Rama che, avendo ottenuto nuovamente la maggioranza assoluta grazie al controllo di ben 83 seggi — principalmente a discapito della coalizione d’opposizione di centro-destra guidata dal Partito Democratico (PDSH) di Sali Berisha, giunta in calo seconda e con solo 50 seggi — ha così potuto mantenere agilmente il governo del paese (coadiuvato dall’appoggio esterno del Partito Socialdemocratico d'Albania — PSD —, stabile a 3 seggi). Evento altresì rilevante della tornata elettorale, infine, è stato l’ingresso di alcune nuove fazioni minori in Assemblea.

## Disposizioni elettorali

### Sistema elettorale
Per le elezioni parlamentari, la legge elettorale albanese (definita in parte dalla Costituzione dell'Albania, Art. 64 — ed in parte dal “Codice elettorale” — Artt. 162-163) prevede l’applicazione di un sistema proporzionale a liste semi-aperte (dato che il sistema a lista chiusa di partito è generalmente utilizzato per assegnare i seggi ad un partito politico o coalizione, ma gli elettori possono alterare tale assetto delle liste con il voto di preferenza, se riescono a conferire al candidato prescelto almeno 10.000 preferenze), all’interno di dodici collegi plurinominali (corrispondenti alle prefetture del paese), corretto da una soglia di sbarramento pari all’1%. In seguito, le preferenze sono tradotte in seggi secondo il metodo d'Hondt.
A ciascun distretto elettorale spettano determinati seggi, ripartiti in base alla grandezza demografica delle varie unità. Qui un prospetto riassuntivo:
| #  | Collegio     | Popolazione al 2024 | Seggi spettanti |
| -- | ------------ | ------------------- | --------------- |
| 1  | Berat        | 140.956             | 7               |
| 2  | Dibër        | 107.178             | 5               |
| 3  | Durazzo      | 226.863             | 14              |
| 4  | Elbasan      | 232.580             | 14              |
| 5  | Fier         | 240.377             | 16              |
| 6  | Argirocastro | 60.013              | 4               |
| 7  | Coriza(-1)   | 173.091             | 10              |
| 8  | Kukës        | 61.998              | 3               |
| 9  | Alessio      | 99.384              | 7               |
| 10 | Scutari      | 154.479             | 11              |
| 11 | Tirana(+1)   | 758.513             | 37              |
| 12 | Valona       | 146.681             | 12              |

Novità infine di questa elezioni, grazie ad una revisione legislativa del 2024, sono state nuove disposizioni sul voto all’estero e sulla rappresentanza politica femminile, tanto che, in aggiunta alle quote ordinarie, un candidato su tre eventualmente eletto per il tramite del voto di preferenza dev’essere necessariamente una donna.

### Data delle elezioni
Secondo la costituzione albanese, le elezioni parlamentari devono tenersi non oltre 60 giorni e non prima di 30 giorni dalla scadenza del mandato parlamentare. 
L’11 ottobre 2024, dunque, il commissario della Komisioni Qendror i Zgjedhjeve (KQZ), Ilirjan Celibashi, ha raccomandato il periodo compreso tra il 20 aprile e l’11 maggio 2025 come il più idoneo per lo svolgimento delle elezioni parlamentari.
L’11 novembre 2024, il presidente Bajram Begaj ha avviato ufficialmente le consultazioni per la determinazione della data elettorale, invitando i rappresentanti della Coalizione per le Riforme, l’Integrazione e le Istituzioni Consolidate (KRIIK) al palazzo presidenziale.
Il 19 novembre si è tenuto il primo ciclo di consultazioni con i leader dei partiti di opposizione minori, i quali hanno proposto il 4 maggio come data più adatta, anche in vista del previsto vertice della Comunità politica europea a Tirana il 9 maggio. Secondo questi leader, anticipare le elezioni rispetto all’evento avrebbe evitato potenziali manipolazioni elettorali.
Begaj ha definito le consultazioni come l’inizio di un processo elettorale trasparente e costruttivo, sottolineando l’importanza di una decisione basata sull’interesse degli elettori e sul coinvolgimento di un ampio spettro di attori politici e istituzionali.
Il Partito Democratico (PD) ha rifiutato di partecipare, definendo le consultazioni una “farsa”. Il Partito della Libertà (PL) ha invece accettato l’invito, chiedendo che la data venisse fissata nel rispetto del Codice Elettorale, escludendo però quella proposta da Taulant Balla del Partito Socialista (PS). Lulzim Basha ha evitato di indicare una data precisa, insistendo sull’importanza della qualità del processo elettorale rispetto alla data.
Il 25 novembre Begaj ha concluso le consultazioni, ribadendo che l’intero processo era stato guidato dall’interesse degli elettori, piuttosto che da calcoli politici di parte.
Tenuto conto di ciò, alla fine il presidente Begaj ha ufficialmente fissato, in data 5 dicembre 2024, la data delle elezioni parlamentari all’11 maggio 2025.

## Partiti e coalizioni
Secondo il codice elettorale, ogni partito politico è obbligato a presentare una richiesta di registrazione alla Commissione Centrale Elettorale (KQZ) non oltre 70 giorni prima della data fissata per le elezioni. Tale richiesta deve contenere vari componenti critici, tra cui l’identità del presidente del partito autorizzato a presentare i candidati, il nome ufficiale e l’acronimo del partito, un esemplare del timbro ufficiale, nonché i contatti del responsabile finanziario e del responsabile della comunicazione. I partiti politici registrati hanno la possibilità di formare coalizioni, che devono essere anch’esse registrate con la KQZ almeno 60 giorni prima delle elezioni. Un partito politico che faccia parte di una coalizione non può impegnarsi in un’altra coalizione o presentare candidati in modo indipendente. La coalizione è tenuta a designare un partito leader, che si assume la responsabilità di adempiere agli obblighi legali previsti dal codice elettorale, e a documentare le relazioni interpartitiche in un accordo formale di coalizione da presentare alla KQZ. È essenziale che sia i partiti politici sia le coalizioni presentino una lista multi-nome di candidati per le elezioni parlamentari non oltre 50 giorni prima delle elezioni.
Nel giugno del 2024, Lulzim Basha, l’ex leader del Partito Democratico, ha creato una nuova fazione chiamata Partito Democratico–Democratici Euroatlantici, dopo conflitti interni riguardo alla proprietà del sigillo ufficiale del partito. Nel novembre 2024, Basha ha rivelato di essere coinvolto in discussioni avanzate con Endri Shabani di Nisma Thurje per esplorare una possibile cooperazione elettorale. Tuttavia, Shabani ha pubblicamente rigettato la possibilità di tale alleanza, affermando che una cooperazione con Basha o la sua fazione era “zero”.
Il 24 settembre 2024, i rappresentanti del Partito Democratico hanno avviato consultazioni con gli alleati per le prossime elezioni, con Ilir Meta del Partito della Libertà come primo a incontrarsi. Meta non ha preso una posizione chiara su se candidarsi in una lista elettorale congiunta o separata, ma ha espresso una preferenza per utilizzare il logo del suo partito. Il 14 novembre 2024, il leader del partito Sali Berisha, che era stato posto agli arresti domiciliari dal dicembre 2023, ha affrontato preoccupazioni riguardo al coinvolgimento di Meta nella lista elettorale per le elezioni, nonostante l’imprigionamento di Meta nell’ottobre 2024. Berisha ha sottolineato che Meta, che secondo lui è incarcerato senza una chiara accusa, sarebbe incluso nella lista elettorale se il suo partito si unisse alla coalizione.
Al 5 marzo 2025, la Commissione Centrale Elettorale (KQZ) ha registrato 53 partiti politici e 3 coalizioni. Per essere inclusi nelle schede elettorali, i partiti devono avere deputati nell’attuale parlamento o raccogliere 5.000 firme, mentre le coalizioni devono avere deputati nell’attuale parlamento o raccogliere 7.000 firme.
| Nome | Nome                                                  | Abbr.   | Ideologia | Leader          |
| ---- | ----------------------------------------------------- | ------- | --- | --------------- |
|      | Partito Democratico - Alleanza per una grande Albania | PD–ASHM | americanismo, conservatorismo nazionale, natalismo, pro-vita, pro-famiglia, anti-LGBT, anti-comunismo, nazionalismo, populismo di destra | Sali Berisha    |
|      | Movimento Insieme                                     | LB      | Populismo di sinistra, socialismo democratico                                                                                            | Arlind Qori     |
|      | Movimento Patria                                      | LA      | Populismo di destra | Kreshnik Osmani |
|      | Coalizione Euroatlantica                              | KEA     | Centro-destra, Conservatorismo liberale, Conservatorismo                                                                                 | Endri Hasa      |
|      | Partito Socialista                                    | PS      | Centro-sinistra, Socialdemocrazia, Terza via, Progressismo, Liberalismo sociale                                                          | Edi Rama        |
|      | Iniziativa L'Albania Diventa (NSB)                    | NSHB    | Centrismo, populismo | Adriatik Lapaj  |
|      | Alleanza Nazionale Albanese                           | AKSH    | Nazionalismo liberale | Elena Kocaqi    |
|      | Nuova Alleanza Democratica                            | ADR     | Liberalismo sociale | Edmond Stojku   |
|      | Destra per lo sviluppo                                | DPZ     | Conservatorismo liberale | Dashamir Shehi  |
|      | Partito dell’Opportunità                              | PM      | Centro-destra, Conservatorismo liberale, Conservatorismo                                                                                 | Agron Shehaj    |
|      | Partito Socialdemocratico d'Albania                   | PSD     | Socialdemocrazia | Tom Doshi       |

## Campagna elettorale
Le campagne elettorali in Albania sono regolate in modo da iniziare 30 giorni prima della data delle elezioni programmate e devono concludersi 24 ore prima del voto. Il giorno precedente e il giorno delle elezioni sono designati come periodi di Silenzio elettorale, durante i quali è vietata ogni forma di campagna elettorale.
Per la prima volta nella storia, la diaspora albanese ha potuto votare per corrispondenza. Di conseguenza, i partiti politici hanno esteso i loro comizi elettorali ad altri paesi, in particolare in Italia e Grecia, dove risiede un numero elevato di cittadini albanesi. Al 28 febbraio 2025, sono 250.000 gli elettori registrati per votare dall’estero.

### Blocco di TikTok
Il 21 dicembre 2024, il Primo Ministro albanese Edi Rama ha annunciato che TikTok sarebbe stato vietato in Albania per almeno un anno, a partire dall’inizio del 2025. Rama ha citato la morte di un adolescente in una rissa legata a un conflitto su TikTok e preoccupazioni riguardo al fatto che i social media stiano promuovendo la violenza tra i giovani. In concomitanza con questo divieto, il governo albanese prevede di avviare programmi educativi per studenti e genitori.
Il 13 marzo 2025, l’Autorità delle Comunicazioni Elettroniche e Postali (AKEP) e l’Autorità Nazionale per la Cybersecurity (AKSK), in base alle decisioni rilasciate dal governo albanese, hanno ordinato a tutti i fornitori di servizi Internet in Albania di bloccare gli IP di TikTok, la risoluzione DNS, le indicazioni dei nomi dei server e gli indirizzi IP di ByteDance.
Il leader dell’opposizione Sali Berisha ha criticato il divieto, sostenendo che avrebbe ostacolato la capacità di svolgere campagne online in vista delle elezioni. Centinaia di manifestanti democratici si sono radunati davanti all’edificio della Kryeministria il 15 marzo 2025 per protestare contro il divieto. Arlind Qori, leader del Movimento Insieme, ha considerato il divieto come un atto di censura.

### Partito di governo
Il 8 settembre 2024, il Primo Ministro albanese Edi Rama, leader del Partito Socialista, ha presentato l’iniziativa “PS2030 për Shqipërinë 2030” durante l’assemblea del partito. Questa iniziativa è focalizzata sull’aumento del coinvolgimento giovanile e sulla preparazione del partito per il futuro dell’Albania come membro dell’Unione Europea. I suoi obiettivi principali includono l’empowerment dei membri più giovani e l’adattamento della struttura e delle politiche del partito per affrontare le sfide del prossimo decennio. Nell’ambito dei preparativi elettorali, il partito ha lanciato la piattaforma chiamata “Deputeti që Duam”, focalizzandosi sulla selezione dei candidati provenienti da quattro categorie chiave, tra cui la diaspora, la gioventù, le donne e i professionisti.

### Opposizioni
Nel mese di agosto 2024, Basha del Partito Democratico–Democratici Euroatlantici ha presentato una strategia anti-corruzione per le elezioni, che include la creazione di un’unità dedicata alla tracciabilità e al recupero dei fondi pubblici malversati, insieme al rafforzamento dei ruoli della Struttura Speciale contro la Corruzione e la Criminalità Organizzata (SPAK) e del Tribunale Speciale di Prima Istanza per la Corruzione e la Criminalità Organizzata (GJKKO). Basha ha inoltre sostenuto l’estensione di una legge anti-mafia per includere le corrotte alleanze pubblico-privato, la confisca dei beni illeciti dai funzionari pubblici e la rimozione dell’immunità parlamentare per facilitare indagini complete. Inoltre, propone un processo di “vetting” volto a purificare sia le istituzioni governative centrali che locali.
Nel mese di settembre 2024, il Partito Democratico ha nominato Flamur Noka per coordinare le attività della campagna elettorale per le elezioni. Sempre a settembre, Adriatik Lapaj di Lëvizja Shqipëria Bëhet ha dichiarato che, nell’ultimo anno, hanno coinvolto attivamente i cittadini tramite incontri a Tirana, nelle zone regionali e nella diaspora, sottolineando il ruolo dell’elettorato nel mettere in discussione il governo attuale. Lapaj ha criticato sia il Partito Socialista che il Partito Democratico, affermando che i loro leader sfruttano le reti criminali per manipolare le elezioni e mantenere il potere. La visione di Lapaj mira a smantellare questo sistema, promettendo un modello alternativo basato sull’onestà e sulla responsabilità, con l’obiettivo finale di dare potere al popolo albanese per attuare il cambiamento.

### Osservatori
L’Organizzazione per la Sicurezza e la Cooperazione in Europa schiererà 338 ufficiali, guidati da Lamberto Zannier, per monitorare le elezioni.

## Sondaggi politici
| Istituto demoscopico             | Data di pubblicazione | Campione  | PS                            | Alleanza per una Grande Albania | Alleanza per una Grande Albania | Alleanza per una Grande Albania | PSD   | Iniziativa "L'Albania diventa" | Iniziativa "L'Albania diventa" | PM   | LB   | KEA   | DZh   | Altri | Vantaggio |      |      |      |      |       |
| Istituto demoscopico             | Data di pubblicazione | Campione  | PS                            | PD                              | PDIU                            | PL                              | PSD   | NTH                            | LSHB                           | PM   | LB   | KEA   | DZh   | Altri | Vantaggio |      |      |      |      |       |
| -------------------------------- | --------------------- | --------- | ----------------------------- | ------------------------------- | ------------------------------- | ------------------------------- | ----- | ------------------------------ | ------------------------------ | ---- | ---- | ----- | ----- | ----- | --------- | ---- | ---- | ---- | ---- | ----- |
| Istituto demoscopico             | Data di pubblicazione | Campione  | MRB-Hellas + Euronews Albania | 10–21 aprile                    | 1.600                           | 47,9%                           | 33,7% | 33,7%                          | 33,7%                          | 0,7% | 6,7% | 6,7%  | 6,3%  | Altri | Vantaggio | 2,4% | 0,8% | 0,6% | 1,0% | 14,2% |
| Angi Ricerche + ABC News Albania | 17–20 aprile          | 6.000     | 48,9%                         | 35,1%                           | 35,1%                           | 35,1%                           | 1,9%  | 6,4%                           | 6,4%                           | 4,8% | 1,6% | 0,7%  | –     | 0,6%  | 13,8%     |      |      |      |      |       |
| Piepoli + Report TV              | 10–15 aprile          | 1.200     | 48,0%                         | 35,0%                           | 35,0%                           | 35,0%                           | 2,0%  | 8,0%                           | 8,0%                           | 4,5% | 1,5% | 0,75% | 0,25% | 0,25% | 13,0%     |      |      |      |      |       |
| Notosondaggi + News24 Albania    | 11–13 aprile          | 2.005     | 46,0%                         | 35,0%                           | 35,0%                           | 35,0%                           | 2,5%  | 5,0%                           | 5,0%                           | 6,5% | 1,5% | 2,0%  | 1,0%  | 0,5%  | 11,0%     |      |      |      |      |       |
| Piepoli + Report TV              | 3–8 aprile            | 1.000     | 48,5%                         | 35,0%                           | 35,0%                           | 35,0%                           | 1,0%  | 7,5%                           | 7,5%                           | 5,0% | 2,0% | 0,75% | 0,25% | –     | 13,5%     |      |      |      |      |       |
| MRB-Hellas + Euronews Albania    | 22 marzo – 3 aprile   | 1.600     | 46,9%                         | 34,7%                           | 34,7%                           | 34,7%                           | 1,2%  | 7,7%                           | 7,7%                           | 5,1% | 2,1% | 1,3%  | –     | 1,0%  | 12,2%     |      |      |      |      |       |
| Piepoli + Report TV              | 20–25 marzo           | 1.000     | 48,5%                         | 37,0%                           | 37,0%                           | 37,0%                           | 1,5%  | 8,5%                           | 8,5%                           | 3,5% | 1,0% | 0,25% | 0,25% | –     | 11,5%     |      |      |      |      |       |
| Piepoli + Report TV              | 13 marzo              | 1.000     | 48,5%                         | 37,0%                           | 37,0%                           | 37,0%                           | 2,0%  | 7,5%                           | 7,5%                           | 3,0% | 1,5% | 0,25% | 0,25% | –     | 11,5%     |      |      |      |      |       |
| McLaughlin + Top Channel         | 25–30 febbraio        | –         | 49,2%                         | 35,7%                           | –                               | –                               | 1,2%  | 0,2%                           | 6,8%                           | 1,6% | 0,9% | 0,7%  | –     | 0,3%  | 13,5%     |      |      |      |      |       |
| MRB-Hellas + Euronews Albania    | 15–25 febbraio        | 1.600     | 48,3%                         | 34,3%                           | –                               | 1,7%                            | –     | –                              | 6,3%                           | 4,8% | 2,5% | –     | –     | 2,1%  | 14,0%     |      |      |      |      |       |
| MRB-Hellas + Euronews Albania    | 15–30 gennaio         | 1.600     | 50,1%                         | 30,8%                           | –                               | 1,7%                            | –     | –                              | 7,9%                           | 3,8% | 2,7% | –     | –     | 3,0%  | 19,3%     |      |      |      |      |       |
| Eduard Zaloshnja + Report TV     | 17 ottobre 2024       | 1.860     | 50,3%                         | 30,2%                           | 1,0%                            | 1,5%                            | 1,0%  | 1,7%                           | 6,8%                           | 3,1% | 1,0% | 0,7%  | 0,9%  | 2,1%  | 20,1%     |      |      |      |      |       |
|                                  |                       |           |                               |                                 |                                 |                                 |       |                                |                                |      |      |       |       |       |           |      |      |      |      |       |
| Elezioni 2021                    | 25 aprile 2021        | 1.578.117 | 48,67%                        | 39,43%                          | 39,43%                          | 6,81%                           | 2,25% | 0,65%                          | –                              | –    | –    | –     | –     | 2,84% | 9,24%     |      |      |      |      |       |

## Risultati
| Partito Socialista d'Albania (PSSH)       | 856 177   | 53,27 | 83  |  |  |  |
| Alleanza per una Grande Albania (ASHM)    | 529 354   | 32,93 | 50  |  |  |  |
| Iniziativa L'Albania Diventa (NSB)        | 64 264    | 4,00  | 1   |  |  |  |
| Partito Socialdemocratico d'Albania (PSD) | 49 890    | 3,10  | 3   |  |  |  |
| Partito dell’Opportunità (PM)             | 48 995    | 3,05  | 2   |  |  |  |
| Movimento Insieme (LB)                    | 24 616    | 1,53  | 1   |  |  |  |
| Altri (<1,35%)                            | 34 051    | 2,12  | —   |  |  |  |
| Totale                                    | 1 607 347 | 100   | 140 |  |  |  |
|                                           |           |       |     |  |  |  |
| Voti non validi                           | 57 526    | 3,46  |     |  |  |  |
| Votanti                                   | 1 664 873 | 44,83 |     |  |  |  |
| Elettori                                  | 3 713 897 |       |     |  |  |  |

| Riepilogo dei voti (+/- elezioni 2021)  | Riepilogo dei voti (+/- elezioni 2021) | Riepilogo dei voti (+/- elezioni 2021) | Riepilogo dei voti (+/- elezioni 2021) | Riepilogo dei voti (+/- elezioni 2021) | Riepilogo dei voti (+/- elezioni 2021) | Riepilogo dei voti (+/- elezioni 2021) |
| --------------------------------------- | -------------------------------------- | -------------------------------------- | -------------------------------------- | -------------------------------------- | -------------------------------------- | -------------------------------------- |
| Partito Socialista d'Albania            | Partito Socialista d'Albania           | Partito Socialista d'Albania           |                                        |                                        | 53,27%                                 | ▲ 4,60                                 |
| Alleanza per una Grande Albania         | Alleanza per una Grande Albania        | Alleanza per una Grande Albania        |                                        |                                        | 32,93%                                 | ▼ 13,60                                |
| Iniziativa L'Albania Diventa            | Iniziativa L'Albania Diventa           | Iniziativa L'Albania Diventa           |                                        |                                        | 4,00%                                  | Nuovo                                  |
| Partito Socialdemocratico d'Albania     | Partito Socialdemocratico d'Albania    | Partito Socialdemocratico d'Albania    |                                        |                                        | 3,10%                                  | ▲ 0,85                                 |
| Partito dell’Opportunità (Albania)      | Partito dell’Opportunità (Albania)     | Partito dell’Opportunità (Albania)     |                                        |                                        | 3,05%                                  | Nuovo                                  |
| Movimento Insieme                       | Movimento Insieme                      | Movimento Insieme                      |                                        |                                        | 1,53%                                  | Nuovo                                  |
| Altri (<1,35%)                          | Altri (<1,35%)                         | Altri (<1,35%)                         |                                        |                                        | 2,12%                                  |                                        |
| Riepilogo dei seggi (+/- elezioni 2021) |                                        |                                        |                                        |                                        |                                        |                                        |
|                                         |                                        |                                        |                                        |                                        |                                        |                                        |
| LB                                      | 1                                      | Nuovo                                  |                                        | PSSH                                   | 83                                     | ▲ 9                                    |
| NSB                                     | 1                                      | Nuovo                                  |                                        | PSD                                    | 3                                      | ━                                      |
| PM                                      | 2                                      | Nuovo                                  |                                        | ASHM                                   | 50                                     | ▼ 13                                   |

### Risultati per collegio
| Collegio     | PS      | PD-ASHM | PSD | PM | NSB | LB | Totale seggi |   |   |
| ------------ | ------- | ------- | --- | -- | --- | -- | ------------ | - | - |
| Collegio     | Alessio | 3       | 4   | 0  | 0   | 0  | Totale seggi | 0 | 7 |
| Argirocastro | 3       | 1       | 0   | 0  | 0   | 0  | 4            |   |   |
| Berat        | 5       | 2       | 0   | 0  | 0   | 0  | 7            |   |   |
| Coriza       | 6       | 4       | 0   | 0  | 0   | 0  | 10           |   |   |
| Dibër        | 3       | 2       | 0   | 0  | 0   | 0  | 5            |   |   |
| Durazzo      | 8       | 6       | 0   | 0  | 0   | 0  | 14           |   |   |
| Elbasan      | 10      | 4       | 0   | 0  | 0   | 0  | 14           |   |   |
| Fier         | 12      | 4       | 0   | 0  | 0   | 0  | 16           |   |   |
| Kukës        | 1       | 2       | 0   | 0  | 0   | 0  | 3            |   |   |
| Scutari      | 4       | 5       | 2   | 0  | 0   | 0  | 11           |   |   |
| Tirana       | 19      | 13      | 1   | 2  | 1   | 1  | 37           |   |   |
| Valona       | 9       | 3       | 0   | 0  | 0   | 0  | 12           |   |   |
| Totale       | 83      | 50      | 3   | 2  | 1   | 1  | 140          |   |   |

### Esplicative
1. 1 2  Comprende:
  - Partito Democratico d'Albania (PDSH);
  - Partito della Libertà d'Albania (PLSH);
  - Partito per la Giustizia, l'Integrazione e l'Unità (PDIU);
  - Partito Agrario Ambientalista (PAA);
  - Partito dell'Unione per i Diritti Umani (PBDNJ);
  - Partito Repubblicano d'Albania (PRSH);
  - Partito del Movimento Legalità (PLL);
  - Partito Democristiano d'Albania (PDK);
  - Partito Cristiano-Democratico d'Albania (PKD);
  - Partito Nazionale Conservatore d'Albania (PKKA);
  - Fronte Nazionale Albanese (PBK);
  - Partito dell'Unione Democratica Albanese (PBD);
  - Partito del Fronte Democratico Nazionale (PBKD);
  - Nuovo Spirito Democratico (FRD);
  - Unione Liberal-Democratica (BLD);
  - Partito per l'Europeismo e l'Integrazione dell'Albania (PEISH);
  - Alleanza Nazionale Arbnoriana (AAK);
  - Lega Democristiana Albanese (LDKSH);
  - Partito del Tempo dell'Albania (ORA);
  - Partito dell'Emigrazione Albanese (PESH);
  - Partito del Movimento Democratico per il Cambiamento (PLDN);
  - Persone con Disabilità (PAK);
  - Il Vero Percorso Albanese (RVSH);
  - Alleanza Conservatrice per l'Albania (AKSH).
2. ↑  Comprende:
  - Movimento L’Albania Diventa (LSB);
  - Iniziativa Hashtag (NTH);
  - Associazione per i Diritti dei Lavoratori Albanesi (LPDPSH).
3. ↑  Di cui:
  - 42 al Partito Democratico d'Albania (PDSH);
  - 4 al Partito della Libertà d'Albania (PLSH);
  - 1 al Partito per la Giustizia, l'Integrazione e l'Unità (PDIU);
  - 1 al Partito Agrario Ambientalista (PAA);
  - 1 al Partito dell'Unione per i Diritti Umani (PBDNJ);
  - 1 al Partito Repubblicano d'Albania (PRSH).
4. ↑  Comprende:
  - Movimento L’Albania Diventa (LSB);
  - Iniziativa Hashtag (NTH);
  - Associazione per i Diritti dei Lavoratori Albanesi (LPDPSH).
5. ↑  Assegnato a Movimento L’Albania Diventa (LSB).
6. ↑  Dato calcolato tenendo conto dell’ingresso del Partito della Libertà d'Albania (PL) nell’alleanza.

### Bibliografiche
1. ↑   Edi Rama ci riprova, Il Post, 11 maggio 2025.
2. ↑   Albania al voto per le legislative, aperti i seggi, Il Post, 11 maggio 2025.
3. ↑   Edi Rama ha vinto le elezioni in Albania, secondo i risultati preliminari, Il Post, 11 maggio 2025.
4. ↑   Edi Rama sarà ancora primo ministro in Albania, Il Post, 13 maggio 2025.
5. ↑   Ana Bregu (curatrice), COSTITUZIONE DELLA REPUBBLICA ALBANESE (PDF), su giurcost.org, Consulta Online, 2022.
6. ↑  (EN) The Electoral Code of the Republic of Albania (PDF), su osce.org, Organizzazione per la sicurezza e la cooperazione in Europa (OSCE), 2021.
7. ↑  (SQ, EN) Popullsia (PDF), su instat.gov.al, INSTAT - Instituti i Statistikave - Republika e Shqipërisë.
8. ↑  (SQ) 106 vota pro, PS-PD miratojnë ndryshimet në Kodin Zgjedhor: Lista të hapura në 2/3 dhe votë të diasporës! ‘Përplasen’ demokratët, akuza për pazar Berisha-Rama [106 voti a favore, il PS-PD punta a cambiare il Codice Elettorale: liste aperte a 2/3 e voto dell'elettorato! Scontro tra i democratici, accuse di contrattazione tra Berisha e Rama], Shqiptarja, 26 luglio 2024.
9. ↑  OSCE, 1998, p. 12, Art. 64.
10. ↑  (SQ) Datat për zgjedhjet 2025/ Celibashi, letër partive: S’kemi kohë për votim elektronik, e bëjmë vetëm në Elbasan e Durrës!, in Zëri, Tirana, 11 ottobre 2024. URL consultato il 15 novembre 2024 (archiviato dall'url originale il 15 novembre 2024).
11. ↑  (SQ) Presidenti Begaj takim me përfaqësues të Kriik: Shoqëria civile të angazhohet në mbikëqyrjen e zgjedhjeve, su abcnews.al, 11 novembre 2024. URL consultato il 15 novembre 2024 (archiviato dall'url originale il 12 novembre 2024).
12. ↑  (SQ) Data e zgjedhjeve, Begaj: Proces konsultash dhe llogaridhënie për aktorët politikë, su euronews.al, Euronews Albania, 20 novembre 2024. URL consultato il 29 novembre 2024 (archiviato dall'url originale il 29 novembre 2024).
13. ↑  (SQ) Klevis Hoxhaj, Presidenti Begaj mbyll konsultimet për datën e zgjedhjeve, in Albanian Post, 25 novembre 2024. URL consultato il 29 novembre 2024 (archiviato dall'url originale il 29 novembre 2024).
14. ↑  (SQ) Data e zgjedhjeve/ Begaj rinis takimet, Pd bojkoton, Ps dhe Kqz në një linjë, duan votime më 11 maj, in Zëri, Tirana, 25 novembre 2024. URL consultato il 29 novembre 2024 (archiviato dall'url originale il 29 novembre 2024).
15. ↑  (SQ) Jetmira Delia-Kaci, Shqipëria do të mbajë zgjedhjet parlamentare më 11 maj, in Radio Evropa e Lirë, 5 dicembre 2024. URL consultato il 7 dicembre 2024 (archiviato dall'url originale il 7 dicembre 2024).
16. ↑   Llazar Semini, Albanians abroad will vote for the first time in parliamentary elections set for May, su apnews.com, Tirana, Associated Press (AP), 5 dicembre 2024. URL consultato il 7 dicembre 2024 (archiviato dall'url originale il 7 dicembre 2024).
17. 1 2 3 4 5 6 7  (SQ) Codice Elettorale Albanese 2024, in Codice Elettorale. URL consultato il 15 aprile 2024.
18. ↑  (SQ) Basha prezanton ndryshimet në logon e Pd: Demokratët euroatlantikë, su euronews.al, Euronews Albania, 14 giugno 2024. URL consultato il 15 novembre 2024 (archiviato dall'url originale il 15 novembre 2024).
19. ↑  (SQ) Vulën e mori Berisha, Basha prezanton ndryshimet në logon e Pd-së: Demokratët Euroatlantike!, in Zëri, Tirana, 14 giugno 2024. URL consultato il 15 novembre 2024 (archiviato dall'url originale il 15 novembre 2024).
20. ↑  (SQ) ‘Ka individë që kanë dhënë kontribut në kohë të vështira!’ Basha: Në diskutime me Nisma Thurje për të dalë bashkë në zgjedhje, in Dosja, Tirana, 9 novembre 2024. URL consultato il 15 novembre 2024 (archiviato dall'url originale il 9 novembre 2024).
21. ↑  (SQ) Basha deklaroi se janë në diskutime për bashkëpunim në zgjedhjet e 2025, Endri Shabani e përgënjeshtron: Zero shanse!, in Dosja, Tirana, 9 novembre 2024. URL consultato il 15 novembre 2024 (archiviato dall'url originale il 9 novembre 2024).
22. ↑  (SQ) Danjela Maloku, Një listë në zgjedhje? Pd nis takimet me aleatët, i pari në radhë Meta! Kreu i Pl: Duam logon tonë, por do gjejmë format më efikase, in Shqiptarja, 24 settembre 2024. URL consultato il 15 novembre 2024 (archiviato dall'url originale il 24 settembre 2024).
23. 1 2  (SQ) A do jetë Ilir Meta pjesë e listës?/ Berisha: I burgosur politik! Dumani, me dhunë i kërkoi Ismailit dëshmi kundër tij, in Syri, 14 novembre 2024. URL consultato il 15 novembre 2024 (archiviato dall'url originale il 15 novembre 2024).
24. ↑  (SQ) KSHZ miraton listat shumemërore për 3 subjekte zgjedhore dhe renditjen në Fletën e Votimit, su kqz.gov.al, 17 marzo 2025. URL consultato il 17 marzo 2025.
25. ↑  Comprende: PD, PL, PDIU, PR, PAA, PDK, FRD, PBDNJ ed altri minori.
26. 1 2  Codice Elettorale, 2024, p. 39
27. ↑   Albania to ban TikTok for a year, blaming it for promoting violence among children, su abc.net.au.
28. ↑   Zbulohet data, ja kur do të mbyllet rrjeti social ‘TikTok’ në Shqipëri!, su panorama.com.al.
29. ↑   Albanian opposition protests TikTok ban alleging censorship ahead of election, su apnews.com.
30. ↑   Rama mbyll Tiktok, SHPËRTHEN Arlind Qori: AKT CENSURE, dy muaj para ZGJEDHJEVE!, su top-channel.tv.
31. ↑  (SQ) Asambleja e Ps/ Rama: Unë dhe deputetët e vjetër garojmë në lista të hapura! Pd merr më pak mandate se në ‘97! Ndryshon drejtuesit politikë në 7 qarqe! Zgjidhet kryesia e re!, in Shqiptarja, Durrës, 8 settembre 2024. URL consultato il 15 novembre 2024 (archiviato dall'url originale l'8 settembre 2024).
32. ↑  (SQ) Asambleja e Ps/ Rama: Skuadër e re për zgjedhjet 2025, e nxorëm Shqipërinë nga gropa e 11 viteve më pare, in Shqiptarja, 8 settembre 2024. URL consultato il 15 novembre 2024 (archiviato dall'url originale l'8 settembre 2024).
33. ↑  (SQ) ‘Deputeti që duam’, Rama: Platformë për ata që ndryshe nuk iu vjen radha, su a2news.com, A2 CNN, 9 settembre 2024. URL consultato il 15 novembre 2024 (archiviato dall'url originale il 15 novembre 2024).
34. ↑  (SQ) Përgatitjet për mbledhjen e parë të Kryesisë së re/ Në Ps bëhet gati banderola ‘Deputeti që duam’: Fokusi tek, diaspora, rinia, gratë dhe profesionistët, in Shqiptarja, 9 settembre 2024. URL consultato il 15 novembre 2024 (archiviato dall'url originale il 9 settembre 2024).
35. ↑  (SQ) ‘Deputeti që duam’, Rama: Kush ka ambicie të aplikojë! Kushtet nuk janë që të kesh ‘mik’ apo të dish të flasësh bukur, in Shqiptarja, 9 settembre 2024. URL consultato il 15 novembre 2024 (archiviato dall'url originale il 9 settembre 2024).
36. ↑  (SQ) Basha publikon programin për zgjedhjet 2025, premton ‘luftë të egër’ ndaj korrupsionit, in Bota Sot, 23 agosto 2024. URL consultato il 15 novembre 2024 (archiviato dall'url originale il 28 agosto 2024).
37. ↑  (SQ) Anesti Barjamemaj, Zgjedhjet 2025, zbulohet kush do drejtojë fushatën e Pd, su a2news.com, A2 CNN, 4 settembre 2024. URL consultato il 15 novembre 2024 (archiviato dall'url originale il 15 novembre 2024).
38. ↑  (SQ) Zgjedhjet e 2025/ Lapaj: Do të kemi rezultat surprizë. Fitorja më e madhe e shqiptarëve do të ishte, in BalkanWeb, 10 settembre 2024. URL consultato il 14 novembre 2024.
39. ↑   OSCE observers launch mission to monitor Albania’s upcoming parliamentary vote, su apnews.com, Associated Press, 3 aprile 2025. URL consultato il 3 aprile 2025.